# Haréville
Haréville – miejscowość i gmina we Francji, w regionie Grand Est, w departamencie Wogezy.
Według danych na rok 1990 gminę zamieszkiwało 429 osób, a gęstość zaludnienia wynosiła 65 osób/km² (wśród 2335 gmin Lotaryngii Haréville plasuje się na 642. miejscu pod względem liczby ludności, natomiast pod względem powierzchni na miejscu 868.).